# The Sabres of Paradise
A The Sabres of Paradise (szó szerinti jelentése: "A paradicsom kardjai") rövid életű angol techno zenekar volt, amely az acid house és a dub műfajban is játszott. Három albumot dobtak piacra, melyből a második szerepel az 1001 lemez, amit hallanod kell, mielőtt meghalsz című könyvben. 1992-ben alakultak Londonban, és 1995-ben oszlottak fel.

## Diszkográfia
- Sabresonic (1993)
- Haunted Dancehall (1994)
- Versus (1995)